# Anno (namn)
Anno eller Ano är ett könsneutralt namn av finskt ursprung.

## Fiktiva personer med namnet Anno/Ano
- Råttan Ano i Barn-TV-serien Ana och Ano.